# Scaphepistenia scutata
Scaphepistenia scutata är en stekelart som först beskrevs av Walker 1862.  Scaphepistenia scutata ingår i släktet Scaphepistenia och familjen puppglanssteklar. Inga underarter finns listade i Catalogue of Life.